# 旭日飛駒
旭日飛駒（日语：サンライズペガサス），是日本純種競賽馬匹。生涯活躍於中距離賽事，曾兩度勝出產經大阪盃。

## 出賽前
1998年出生於北海道門別町（今日高町）梁川牧場，被馬主松岡隆雄購入並以其所經營之松岡公司作爲馬主登記。
其後交由栗東訓練中心練馬師安田伊左夫訓練。

## 競賽生涯

### 3歲
2001年2月3日出戰小倉競馬場3歲新馬戰，於橋本美純策騎下獲得第二。
2月18日出戰另一場3歲新馬戰，成功以優秀的末腳取得首勝。
其後出戰滿利谷馬場賞及京都新聞盃，分別以第十一及第十六大敗。
進入夏季後，其轉至同爲栗東訓練中心之練馬師石坂正馬房。
6月出戰野莓賞再次獲得第一，但其後出戰玄海特別及神戶新聞盃均遺憾落敗得第二。
10月21日出戰菊花賞，雖然爲其首次出戰一級賽，但仍然獲得第四人氣。比賽開始後，其處於中團靠後位置推進，卻始終未能進一步加速，最終以第十二完賽。

### 4歲
2002年首戰爲大阪城錦標，改由安藤勝己策騎，並於比賽途中由中團爬升至先頭位置下，再以全場最佳末腳的姿態奪得冠軍。
其後出戰產經大阪盃，再次以凌厲的速度後上，於直路上超越衆多對手，最終以2 1/2馬位優勢奪得首個分級賽冠軍。
4月28日出戰春季天皇賞，獲得第四人氣。比賽開始後，其選擇留後戰術，處於約莫第十的位置追走。進入直路後，其隨即開始加速衝刺，可惜比賽初段所處位置過於後方，最終未能追上前方對手下獲得第五。
夏季放草過後以每日王冠作爲秋季首戰，最終獲得第四。
10月27日出戰秋季天皇賞，於直路上由大外檔位置發力衝刺，可惜未能超越前方吉兆下又被後方的成田路追過，最終獲得季軍。
其後陣營發現其右前腳患有肌腱炎，決定安排其進入長達1年的休養。

### 5歲
2003年11月2日復出出戰秋季天皇賞，雖然於直路上處於內欄有利位置，但並未進一步加速而獲得第六。
其後出戰日本盃，受到大爛地的影響，其於直路上再次無法有效地加速，最終以第十一大敗。
日本盃後陣營原本計劃安排其出戰有馬紀念，但於賽前發現其腳步不穩，檢查後發現其肌腱炎復發，再次進入長達1年的休養，直接跳過6歲生涯。

### 7歲
休養過後以2005年2月19日的京都紀念作爲復出戰，但狀態仍未回復下獲得第十一。
3月6日出戰中京紀念，於其中以全場第二快末腳跑獲亞軍宣示自己的回歸。
其後出戰產經大阪盃，成功於直路爆發出優秀的加速力，壓過真心呼喚、沉默交易及Admire Groove等強敵再次於此賽事奪冠。
5月1日出戰春季天皇賞，雖然比賽途中一直保持於中團位置，但於進入直路後突然失速，最終以第十四大敗。
6月26日出戰寶塚紀念，僅獲得第七人氣，比賽開始後，其再次選擇於中團位置推進，並以穩定節奏進入最後直路。進入直路後，騎師松永幹夫嘗試指揮其加速衝刺，但因受限於不利位置而未能成功，最終而第六落敗。
秋季首戰爲每日王冠，改由後藤浩輝策騎。比賽開始後，其選擇於先頭位置追走，於比賽途中爬升至到第二的位置。進入直路後，其繼續加速保持速度，最終成功抵擋後方來襲的千里通奪得冠軍。
10月30日出戰秋季天皇賞，於比賽途中遭遇不利差追馬的慢步速，未能於直路有效加速下，最終以第十二大敗。
其後出戰日本盃及有馬紀念，分別獲得第六及第七。
完成有馬紀念後，陣營考慮其年齡，決定安排其退役。

### 詳細賽績
| 日期       | 舉辦國家 | 馬場 | 距離   | 級別 | 賽事名稱     | 負重 | 騎師       | 馬號 | 出馬 | 名次 | 時間   | 頭馬（二馬）      |
| ---------- | -------- | ---- | ------ | ---- | ------------ | ---- | ---------- | ---- | ---- | ---- | ------ | ----------------- |
| 3/2/2001   | 日本     | 小倉 | 草2000 |      | 3歲新馬      | 55   | 橋本美純   | 8    | 8    | 2    | 2:05.1 | Monumental        |
| 18/2/2001  | 日本     | 小倉 | 草1800 |      | 3歲新馬      | 55   | 河內洋     | 10   | 16   | 1    | 1:52.4 | （Sky McCugun）   |
| 21/4/2001  | 日本     | 京都 | 草2400 |      | 滿利谷馬場賞 | 55   | 安田康彥   | 9    | 13   | 11   | 2:28.5 | Strubsky          |
| 4/5/2001   | 日本     | 京都 | 草2000 | GII  | 京都新聞盃   | 56   | 安田康彥   | 13   | 17   | 16   | 2:02.9 | Tenzan Seiza      |
| 16/6/2001  | 日本     | 阪神 | 草2200 |      | 野莓賞       | 55   | 河内洋     | 5    | 11   | 1    | 2:13.3 | （Center Kyrios） |
| 19/8/2001  | 日本     | 小倉 | 草2000 |      | 玄海特別     | 55   | 河内洋     | 3    | 14   | 2    | 2:01.4 | Misuzu Top        |
| 23/9/2001  | 日本     | 阪神 | 草2000 | GII  | 神戶新聞盃   | 56   | 池添謙一   | 4    | 12   | 2    | 1:59.5 | Air Eminem        |
| 21/10/2001 | 日本     | 京都 | 草3000 | GI   | 菊花賞       | 57   | 池添謙一   | 7    | 15   | 12   | 3:08.3 | 曼城茶座          |
| 9/3/2002   | 日本     | 阪神 | 草2000 | OP   | 大阪城錦標   | 55   | 安藤勝己   | 3    | 10   | 1    | 1:59.5 | （Tokai Pulsar）  |
| 31/3/2002  | 日本     | 阪神 | 草2000 | GII  | 產經大阪盃   | 57   | 安藤勝己   | 7    | 14   | 1    | 1:59.1 | （空中神宮）      |
| 28/4/2002  | 日本     | 京都 | 草3200 | GI   | 春季天皇賞   | 58   | 安藤勝己   | 9    | 11   | 5    | 3:19.8 | 曼城茶座          |
| 6/10/2002  | 日本     | 中山 | 草1800 | GII  | 每日王冠     | 58   | 柴田善臣   | 5    | 9    | 4    | 1:46.5 | 萬能泰斗          |
| 27/10/2002 | 日本     | 中山 | 草2000 | GI   | 秋季天皇賞   | 58   | 柴田善臣   | 17   | 18   | 3    | 1:58.6 | 吉兆              |
| 2/11/2003  | 日本     | 東京 | 草2000 | GI   | 秋季天皇賞   | 58   | 柴田善臣   | 1    | 18   | 6    | 1:58.7 | 吉兆              |
| 26/11/2003 | 日本     | 東京 | 草2400 | GI   | 日本盃       | 57   | 柴田善臣   | 18   | 18   | 11   | 2:31.3 | 跳舞城            |
| 19/2/2005  | 日本     | 京都 | 草2200 | GII  | 京都記念     | 57   | 幸英明     | 12   | 12   | 11   | 2:18.2 | 成田世紀          |
| 6/3/2005   | 日本     | 中京 | 草2000 | GIII | 中京記念     | 57   | 秋山真一郎 | 14   | 15   | 2    | 1:59.6 | Mega Stardom      |
| 3/4/2005   | 日本     | 阪神 | 草2000 | GII  | 產經大阪盃   | 57   | 幸英明     | 5    | 9    | 1    | 1:59.0 | （真心呼喚）      |
| 1/5/2005   | 日本     | 京都 | 草3200 | GI   | 春季天皇賞   | 58   | 幸英明     | 14   | 18   | 14   | 3:17.7 | 鈴鹿間風          |
| 26/6/2005  | 日本     | 阪神 | 草2200 | GI   | 寶塚紀念     | 58   | 松永幹夫   | 8    | 15   | 5    | 2:12.2 | 東商變革          |
| 9/10/2005  | 日本     | 東京 | 草1800 | GII  | 毎日王冠     | 58   | 後藤浩輝   | 12   | 17   | 1    | 1:46.5 | （千里通）        |
| 30/10/2005 | 日本     | 東京 | 草2000 | GI   | 秋季天皇賞   | 58   | 後藤浩輝   | 16   | 18   | 12   | 2:00.7 | 美妙浪漫          |
| 27/11/2005 | 日本     | 東京 | 草2400 | GI   | 日本盃       | 57   | 蛯名正義   | 13   | 18   | 6    | 2:22.6 | 傲家聲            |
| 25/12/2005 | 日本     | 中山 | 草2500 | GI   | 有馬記念     | 57   | 田中勝春   | 2    | 16   | 7    | 2:32.7 | 真心呼喚          |

## 退役後
退役後，旭日飛駒成爲了配種馬，於北海道新日高町Arrow Stud休養，在2006年進行配種。首批子嗣於2007年出生。首批子嗣可於2009年出賽。
2014年一度由配種馬退役，2017年再度成爲配種馬，於北海道日高町梁川牧場休養。
2019年再次由配種馬退役，以功勞馬身份進行養老生活。
2019年8月22日死亡，享年21歲。

## 血統表
父系週日寧靜是美國三冠賽雙軍馬，退役後在日本配種，在日本馬壇相當成功，贏得多項分級賽事，其子嗣贏得巨額獎金。連續12年成為日本冠軍種馬。祖父Halo爲美國賽駒，曾贏得一級賽冠軍，爲美國冠軍種馬。
母系Higashi Brian爲日本馬匹，生涯無出賽紀錄。外祖父百仁時間爲美國賽駒，曾勝出當地二級賽，退役後在日本配種，和週日寧靜及東來兵被一同稱爲改變日本賽馬的三匹種馬。

### 血統表
| 父線：週日寧靜系（Halo系）            |                             |                 |                    |
| 種馬 週日寧靜 1986年（棕色）          | Halo 1969年（棕色）         | Hail to Reason  | Turn-to            |
| 種馬 週日寧靜 1986年（棕色）          | Halo 1969年（棕色）         | Hail to Reason  | Nothirdchance      |
| 種馬 週日寧靜 1986年（棕色）          | Halo 1969年（棕色）         | Cosmah          | Cosmic Bomb        |
| 種馬 週日寧靜 1986年（棕色）          | Halo 1969年（棕色）         | Cosmah          | Almahmoud          |
| 種馬 週日寧靜 1986年（棕色）          | Wishing Well 1975年（棗色） | Understanding   | Promised Land      |
| 種馬 週日寧靜 1986年（棕色）          | Wishing Well 1975年（棗色） | Understanding   | Pretty Ways        |
| 種馬 週日寧靜 1986年（棕色）          | Wishing Well 1975年（棗色） | Mountain Flower | Montparnasse       |
| 種馬 週日寧靜 1986年（棕色）          | Wishing Well 1975年（棗色） | Mountain Flower | Edelweiss          |
| 繁殖雌馬 Higashi Brian 1991年（栗色） | 百仁時間 1985年（深棗色）   | 雷弼圖          | Hail to Reason     |
| 繁殖雌馬 Higashi Brian 1991年（栗色） | 百仁時間 1985年（深棗色）   | 雷弼圖          | Bramalea           |
| 繁殖雌馬 Higashi Brian 1991年（栗色） | 百仁時間 1985年（深棗色）   | Kelley's Day    | Graustark          |
| 繁殖雌馬 Higashi Brian 1991年（栗色） | 百仁時間 1985年（深棗色）   | Kelley's Day    | Golden Trial       |
| 繁殖雌馬 Higashi Brian 1991年（栗色） | Alywin 1984年（栗色）       | 雅力達          | Raise a Native     |
| 繁殖雌馬 Higashi Brian 1991年（栗色） | Alywin 1984年（栗色）       | 雅力達          | Sweet Tooth        |
| 繁殖雌馬 Higashi Brian 1991年（栗色） | Alywin 1984年（栗色）       | Fleet Victress  | King of the Tudors |
| 繁殖雌馬 Higashi Brian 1991年（栗色） | Alywin 1984年（栗色）       | Fleet Victress  | Countess Fleet     |
| 雌系：Friars Carse系（號族：1-o）     |                             |                 |                    |
| 五代內近親交配：Hail to Reason 3×4    |                             |                 |                    |

## 命名由來
名字中，Sunrise（サンライズ）是馬主松岡隆雄的冠名，意思為日出，香港以「旭日」作為翻譯，Pegasus（ペガサス）則是希臘神話中的飛馬佩加索斯，香港則翻譯「飛駒」。

## 外部連結
- 旭日飛駒 netkeiba.com （页面存档备份，存于）
- 血統表 （页面存档备份，存于）